# Гребенчатая мышца
Гребенчатая мышца (лат. musculus pectineus) — мышца бедра медиальной группы.

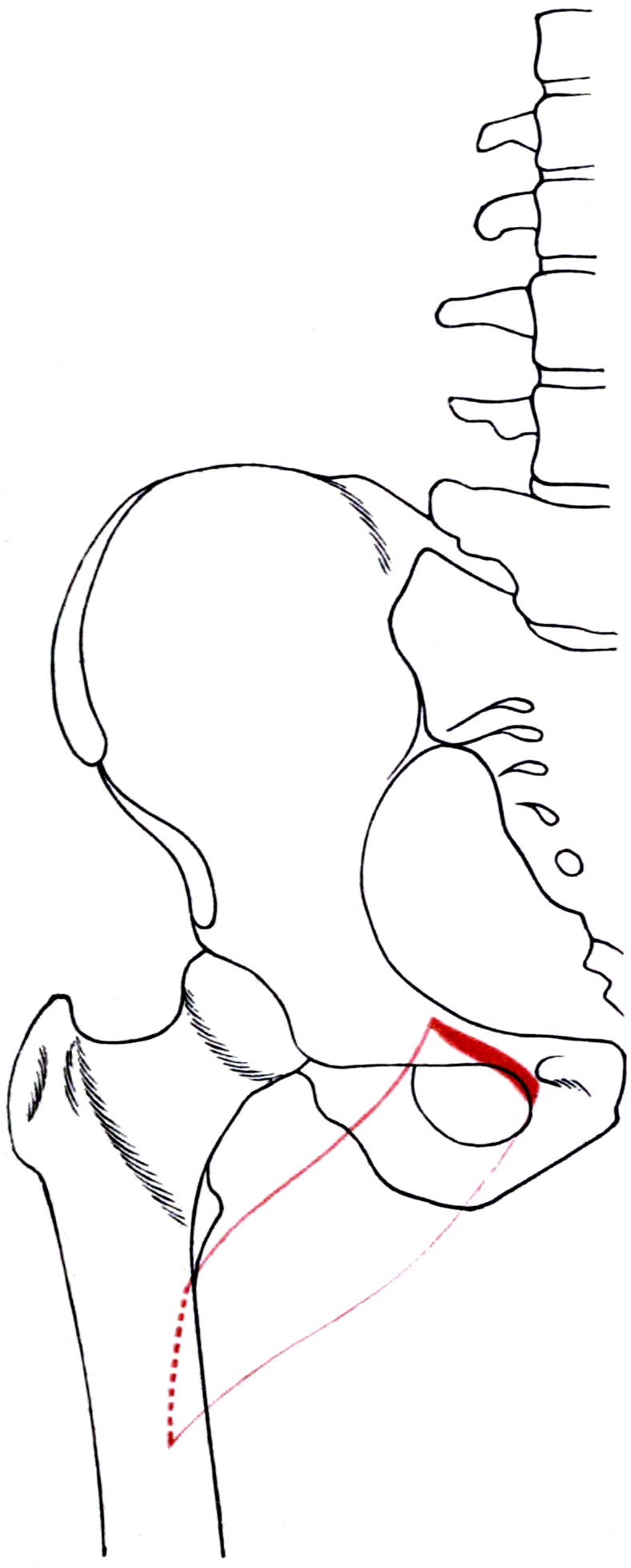
Места прикрепления и проекция правой гребенчатой мышцы

По форме приближается к четырёхугольнику. С латеральной стороны граничит с подвздошно-поясничной мышцей (лат. M. iliopsoas), с медиальной — с длинной приводящей мышцей (лат. M. adductor longus). Между подвздошно-поясничной и гребенчатой мышцей образуется небольшое углубление.
Начинается на гребне (лат. pecten ossis pubis) на верхней ветви лобковой кости и, направляясь вниз и немного кнаружи, прикрепляется к гребенчатой линии бедренной кости.

## Функция
Сгибает и приводит бедро, слегка вращая его снаружи.